# Marché d'Aguesseau
Pour les articles homonymes, voir d'Aguesseau.
Le marché d'Aguesseau est un ancien marché parisien, du quartier de la Madeleine dans le 8e arrondissement. 

## Situation
Il se trouvait sur la place de la Madeleine. 

## Origine du nom
Il doit son nom et son origine à Joseph-Antoine d'Aguesseau, conseiller honoraire au Parlement de Paris et frère cadet du chancelier d'Aguesseau.

## Historique
Établi en 1723 entre les actuelles rues de Surène, d'Aguesseau et Montalivet, il est transféré le 2 juillet 1746 à un emplacement situé entre la rue de la Madeleine et la rue Royale, qui n'existait pas encore. Le terrain ouvrait sur la rue Basse-du-Rempart, absorbée depuis par le boulevard des Capucines.
Le propriétaire de ce terrain, Mol de Lurieux, qui était avocat au Conseil de Paris, le céda sous la réserve d'un quart dans le privilège.
À l'origine, sur ce marché qui se tenait tous les jours, il n'y avait que 6 étaux de bouchers et quelques baraques pour les boulangers, fruitiers et poissonniers.